# Escola Básica D. Domingos Jardo
A Escola Básica D. Domingos Jardo, igualmente conhecida como Colégio Dom Domingos Jardo, é uma instituição de ensino básico no Município de Sintra, na Área Metropolitana de Lisboa, em Portugal.

## Descrição e história
A instituição oferece os graus de ensino correspondentes ao segundo e terceiro ciclos, e está integrada no Agrupamento de Escolas Agualva Mira Sintra. Situa-se na Rua Primeiro de Maio, no Cacém, fazendo parte de um bairro.
Nos princípios da década de 2020, contava com  um auditório, um bar, um refeitório, uma papelaria, uma reprografia, um pavilhão polivalente que também funciona como sala de convívio, uma biblioteca, um Gabinete de Apoio ao Aluno e à Família, um campo de jogos exterior e um pavilhão gimnodesportivo. Em termos de salas de ensino, destacam-se as das tecnologias da informação e da comunicação, a Sala da Matemática, a Sala da Educação Especial, a Sala de Actividades Educativas Funcionais, e a Sala de Estudo e Ocupação de Turma. Como parte do seu currículo educativo, implementou vários planos de estudo no sentido de fomentar o conhecimento, principalmente em termos culturais e sociais, incluindo várias iniciativas integradas no Plano Anual de Actividades e das Áreas Curriculares Não Disciplinares. Destacam-se também os programas relativos à educação ambiental, no âmbito do programa Eco Escolas, do qual a instituição de ensino foi galardoada em todos os anos lectivos desde o período de 2008 a 2009. Devido à sua situação numa área desfavorecida, a escola foi integrada no programa TEIP – Território Escolar de Acção Prioritária no ano lectivo de 2009 a 2010.
A instituição de ensino foi inaugurada em 1979, tendo sido baptizada com o nome de Dom Domingos Jardo, uma importante figura da religião e da cultura nacional do século XIII, que nasceu perto de Agualva-Cacém. Em Outubro de 2019 esteve envolta numa polémica sobre a presença de amianto nas coberturas do edifício, tendo o Sindicato de Todos Os Professores organizado uma greve para exigir a remoção do material cancerígeno. Esta greve foi criticada pela Câmara Municipal de Sintra, que a classificou de «injustificável e irresponsável, baseada num falso problema», e alertou para os problemas que iria causar aos alunos e encarregados de educação. Recordou igualmente que «apesar de a Câmara Municipal de Sintra só ter assumido a responsabilidade quanto ao respetivo edifício no passado mês de setembro, a antecipação do lançamento deste concurso público permitiu que a obra tenha início previsto até ao final da primeira quinzena de outubro». Esta intervenção inseriu-se num programa de remoção de amianto no concelho de Sintra, que abrangeu a escola Domingos Jardo e outras duas instituições de ensino, e cujo concurso público foi lançado pela autarquia em Abril de 2019. O Sindicato argumentou que apesar as obras estarem previstas durante o fim de semana, existiam a possibilidade que permanecessem fibras de amianto em suspensão no interior do edifício, e não existia tempo suficiente para serem removidas antes das aulas recomeçarem, na Segunda-Feira.
Em Outubro de 2021, a autarquia estava a fazer obras na escola, que incluiu a requalificação do logradouro e do campo de jogos da escola. A intervenção no campo de jogos custou cerca de 109 mil Euros, e incluiu a repavimentação do campo, a pintura com slurry, a marcação dos campos de jogos, a substituição das tabelas de basquete e balizas, a instalação de equipamentos de iluminação para permitir as práticas desportivas durante a noite, e a substituição das vedações, que se encontravam muito degradadas.
Em Maio de 2022, o estabelecimento de ensino foi visitada pelo presidente da Câmara Municipal de Sintra, Basílio Horta, como parte do processo de presidência aberta, e para divulgar um programa de investimentos da autarquia para a realização de obras de conservação e reabilitação dos edifícios escolares do concelho, incluindo a D. Domingos Jardo. No dia 17 desse mês, duas alunas da escola, Carolina Fernandes e Joana Trindade, apresentaram o programa Miúdos a Votos na Assembleia Municipal de Sintra. Esta iniciativa, organizada pela revista Visão, Comissão Nacional de Eleições, e do Plano Nacional de Leitura 2027, tem com principal finalidade reduzir a abstenção e a iliteracia entre as comunidades escolares nacionais. Igualmente como parte da iniciativa Miúdos a Votos, os alunos da Escola D. Domingos Jardo criaram o jogo Diário de Anne Frank Labirinto, alusivo à obra Diário de Anne Frank, que foi exibido durante um evento de apresentação dos trabalhos dos estudantes, na Fundação Calouste Gulbenkian, igualmente em Maio.